# قانون اساسی سولونی
قانون اساسی سولونی (به انگلیسی: Solonian constitution) توسط سولون در اوایل قرن ششم قبل از میلاد ایجاد شد. در زمان سولون، دولت آتن که در نتیجه اختلافات بین احزاب دچار پراکندگی شده بود، تقریباً در حال سقوط بود. سولون می‌خواست قوانین قدیمی دراکون را اصلاح یا لغو کند. او قوانینی را منتشر کرد که شامل کل زندگی عمومی و خصوصی بود که اثرات مفید آن تا مدت‌ها پس از پایان این قانون اساسی ادامه داشت.

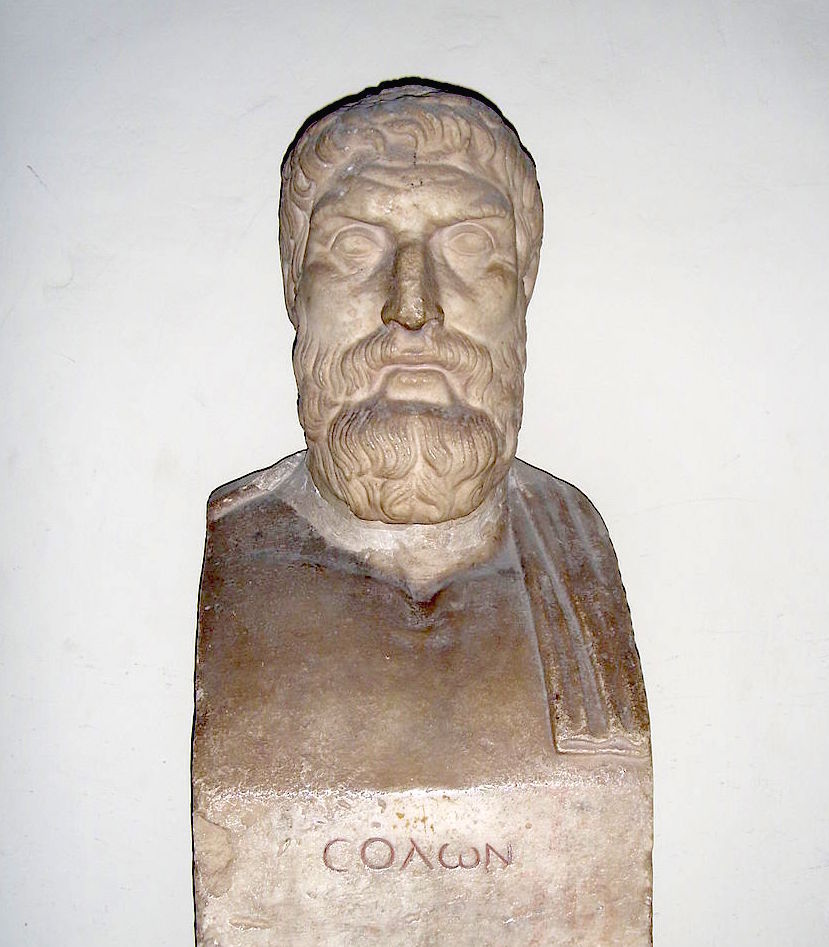
مجسمه نیم تنه سولون در موزه‌های واتیکان